# جانستاون، اونتاریو
جانستاون (به انگلیسی: Johnstown) یک منطقهٔ مسکونی در کانادا است که در Edwardsburgh/Cardinal واقع شده‌است. جانستاون ۸۴ متر بالاتر از سطح دریا واقع شده‌است.